# Manifest za evropski preporod
Manifest za evropski preporod je edina knjižica francoske miselne šole GRECE, ki sta jo ob 30-letnici ustanovitve GRECE leta 1999 napisala Alain de Benoist in Charles Champetier. Knjižica je do sedaj edini poskus miselne šole in francoske Nove desnice, da povzame svoja načela. 

## Vsebina
GRECE je akronim za Groupement de recherche et d'études pour la civilisation européenne, »Združenjem za raziskave in študije evropske civilizacije«, ki pa se skupaj v francoščini bere v pomenu Grčija, ki je bila (stara Grčija) ena središč zanimanja miselne šole. Manifest zavzema med drugim stališča, o modernosti, kritiki modernosti in liberalizma, ekonomiji, tehnologiji, pravici do različnosti med kulturi in civilizaciji ter nasprotuje kulturni homogenizaciji sveta. Avtorja ponudita vizijo Evrope, ki dobi svojo moč z vrnitvijo k avtentičnim vrednotam in tradicijam, namesto novega multikulturnega imperializma in globalnega trga. 
Manifest je bil do leta 2010 preveden v 10 jezikov. V slovenščini je Manifest za evropski preporod izšel v samozaložbi leta 2018 (prevod Primož Kuštrin, spremna beseda Igor Kernel).